# Nanosail-D2
Nanosail-D2, stiliserat som NanoSail-D2, var en nanosatellit byggd av NASA vid Marshall Space Flight Center och Ames Research Center för att studera utvecklingen av ett solsegel i rymden. Nanosail-D2 var NASAs första solsegelsatellit i låg omloppsbana. Det var en av tre Cubesat, som mäter 30×10×10 centimeter med en massa på 4 kg. Solseglet hade en area på 10 kvadratmeter, och användes cirka 5 sekunder.

## Uppdrag
Nanosail-D2 sköts upp den 20 november 2010 som en del av en Fastsat-satellit. Den 20 januari 2011 startade Nanosail-D2s uppdrag. Uppdraget varade i 240 dagar, innan satelliten kraschade in i jordens atmosfär och brann upp.